# Singoli al numero uno nella Billboard Hot 100 nel 2003

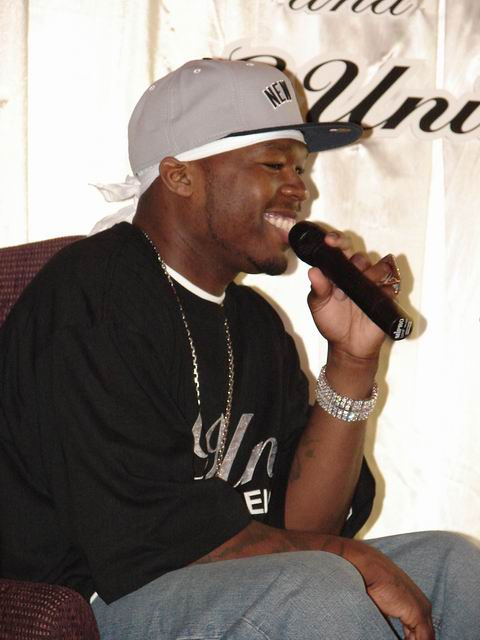
50 Cent trascorse nove settimane consecutive al primo posto con In da Club.

Di seguito è proposta la lista dei singoli al numero uno nella Billboard Hot 100 nel 2003.
La Billboard Hot 100 è la classifica dei singoli più venduti negli Stati Uniti d'America redatta dal magazine Billboard e stilata sulla base dei dati di vendita calcolati sulle vendite fisiche settimanali dei singoli brani e sui passaggi radiofonici.
Durante il 2003 sono stati 11 i brani che hanno raggiunto la prima posizione della classifica, ai quali si aggiunge Lose Yourself del rapper Eminem che aveva iniziato il suo dominio nel novembre 2002.
Durante l'anno sono stati dieci gli artisti che hanno ottenuto la prima numero uno della carriera nella classifica, ovvero i B2K, LL Cool J, 50 Cent, Sean Paul, Nate Dogg, Clay Aiken, Murphy Lee, Ludacris e Shawnna. Beyoncé, nonostante avesse già ottenuto delle numero uno con le Destiny's Child, ha ottenuto la sua prima numero uno da solista. P. Diddy, 50 Cent, Sean Paul e Beyoncé sono stati gli unici artisti che hanno ottenuto più di una numero uno nel corso dell'anno.

50 Cent e Beyoncé hanno entrambi avuto la numero uno con la maggior permanenza in vetta nel 2003: sia la prima numero uno di 50 Cent, In da Club, sia la seconda numero uno di Beyoncé, Baby Boy, sono entrambi rimasti in cima alla Billboard Hot 100 per 9 settimane consecutive. Anche il duo hip-hop OutKast, con la loro Hey Ya!, sono rimasti in prima posizione per 9 settimane consecutive, 3 delle quali nel 2003. Nonostante Hey Ya! abbia passato la maggior parte delle sue settimane di dominio in vetta nel 2004, Billboard l'ha comunque considerata come una delle numero uno più longeve del 2003. 

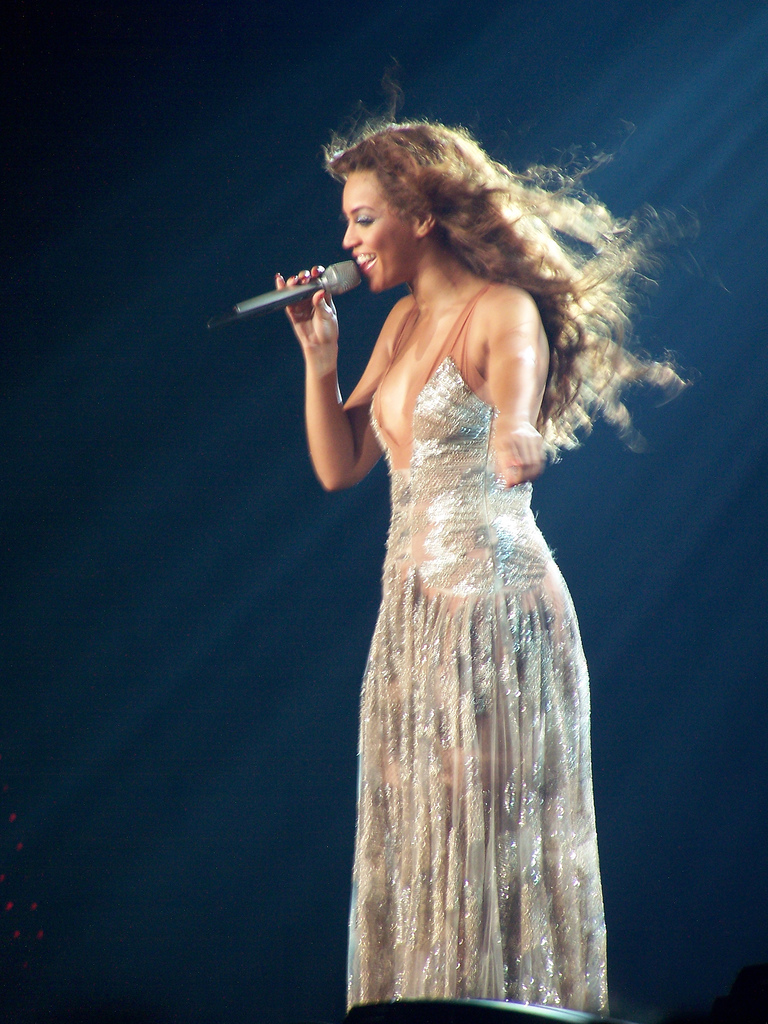
Beyoncé piazzò due suoi diversi singoli al primo posto nel 2003, grazie ai quali regnò per 17 settimane cumulative durante l'anno, il maggior numero di settimane del 2003.

Lose Yourself ha concluso il suo dominio nel gennaio 2003 e per questo viene considerata come uno dei brani con la più lunga permanenza alla prima posizione del 2002. Beyoncé è rimasta cumulativamente 17 settimane non consecutive in vetta alla classifica, grazie a Crazy in Love e Baby Boy che sono rimaste in vetta rispettivamente per 8 e 9 settimane consecutive.
In Da Club, del rapper 50 Cent, è diventato il brano che ha ottenuto le migliori performance generali del 2003, concludendo alla prima posizione anche della classifica di fine anno Billboard Year-End Chart.
Grazie a Get Busy e Baby Boy, a cui ha partecipato, l'artista dancehall Sean Paul è diventato l'artista giamaicano di maggior successo sulla Billboard Hot 100.
Clay Aiken, concorrente della seconda edizione di American Idol ha debuttato direttamente alla prima posizione della Hot 100 con il suo brano This is the Night, diventando il primo artista a riuscirsi dal 1998, e solamente l'11ª canzone a ottenere questo risultato.

## Hot 100
| † | Indica la canzone con le migliori prestazioni del 2003 |

| Data         | Brano                | Artista                            | Totale settimane al numero uno | Fonte  |
| ------------ | -------------------- | ---------------------------------- | ------------------------------ | ------ |
| 4 Gennaio    | Lose Yourself        | Eminem                             | 12                             | [ 8 ]  |
| 11 gennaio   | Lose Yourself        | Eminem                             | 12                             | [ 9 ]  |
| 18 gennaio   | Lose Yourself        | Eminem                             | 12                             | [ 10 ] |
| 25 gennaio   | Lose Yourself        | Eminem                             | 12                             | [ 11 ] |
| 1º febbraio  | Bump, Bump, Bump     | B2K featuring P. Diddy             | 1                              | [ 12 ] |
| 8 febbraio   | All I Have           | Jennifer Lopez featuring LL Cool J | 4                              | [ 13 ] |
| 15 febbraio  | All I Have           | Jennifer Lopez featuring LL Cool J | 4                              | [ 14 ] |
| 22 febbraio  | All I Have           | Jennifer Lopez featuring LL Cool J | 4                              | [ 15 ] |
| 1º marzo     | All I Have           | Jennifer Lopez featuring LL Cool J | 4                              | [ 16 ] |
| 8 marzo      | In Da Club †         | 50 Cent                            | 9                              | [ 17 ] |
| 15 marzo     | In Da Club †         | 50 Cent                            | 9                              | [ 18 ] |
| 22 marzo     | In Da Club †         | 50 Cent                            | 9                              | [ 19 ] |
| 29 marzo     | In Da Club †         | 50 Cent                            | 9                              | [ 20 ] |
| 5 aprile     | In Da Club †         | 50 Cent                            | 9                              | [ 21 ] |
| 12 aprile    | In Da Club †         | 50 Cent                            | 9                              | [ 22 ] |
| 19 aprile    | In Da Club †         | 50 Cent                            | 9                              | [ 23 ] |
| 26 aprile    | In Da Club †         | 50 Cent                            | 9                              | [ 24 ] |
| 3 maggio     | In Da Club †         | 50 Cent                            | 9                              | [ 25 ] |
| 10 maggio    | Get Busy             | Sean Paul                          | 3                              | [ 26 ] |
| 17 maggio    | Get Busy             | Sean Paul                          | 3                              | [ 27 ] |
| 24 maggio    | Get Busy             | Sean Paul                          | 3                              | [ 28 ] |
| 31 maggio    | 21 Questions         | 50 Cent featuring Nate Dogg        | 4                              | [ 29 ] |
| 7 giugno     | 21 Questions         | 50 Cent featuring Nate Dogg        | 4                              | [ 30 ] |
| 14 giugno    | 21 Questions         | 50 Cent featuring Nate Dogg        | 4                              | [ 31 ] |
| 21 giugno    | 21 Questions         | 50 Cent featuring Nate Dogg        | 4                              | [ 32 ] |
| 28 giugno    | This Is the Night    | Clay Aiken                         | 2                              | [ 33 ] |
| 5 luglio     | This Is the Night    | Clay Aiken                         | 2                              | [ 34 ] |
| 12 luglio    | Crazy in Love        | Beyoncé featuring Jay-Z            | 8                              | [ 35 ] |
| 19 luglio    | Crazy in Love        | Beyoncé featuring Jay-Z            | 8                              | [ 36 ] |
| 26 luglio    | Crazy in Love        | Beyoncé featuring Jay-Z            | 8                              | [ 37 ] |
| 2 agosto     | Crazy in Love        | Beyoncé featuring Jay-Z            | 8                              | [ 38 ] |
| 9 agosto     | Crazy in Love        | Beyoncé featuring Jay-Z            | 8                              | [ 39 ] |
| 16 agosto    | Crazy in Love        | Beyoncé featuring Jay-Z            | 8                              | [ 40 ] |
| 23 agosto    | Crazy in Love        | Beyoncé featuring Jay-Z            | 8                              | [ 41 ] |
| 30 agosto    | Crazy in Love        | Beyoncé featuring Jay-Z            | 8                              | [ 42 ] |
| 6 settembre  | Shake Ya Tailfeather | Nelly, P. Diddy e Murphy Lee       | 4                              | [ 43 ] |
| 13 settembre | Shake Ya Tailfeather | Nelly, P. Diddy e Murphy Lee       | 4                              | [ 44 ] |
| 20 settembre | Shake Ya Tailfeather | Nelly, P. Diddy e Murphy Lee       | 4                              | [ 45 ] |
| 27 settembre | Shake Ya Tailfeather | Nelly, P. Diddy e Murphy Lee       | 4                              | [ 46 ] |
| 4 ottobre    | Baby Boy             | Beyoncé featuring Sean Paul        | 9                              | [ 47 ] |
| 11 ottobre   | Baby Boy             | Beyoncé featuring Sean Paul        | 9                              | [ 48 ] |
| 18 ottobre   | Baby Boy             | Beyoncé featuring Sean Paul        | 9                              | [ 49 ] |
| 25 ottobre   | Baby Boy             | Beyoncé featuring Sean Paul        | 9                              | [ 50 ] |
| 1º novembre  | Baby Boy             | Beyoncé featuring Sean Paul        | 9                              | [ 51 ] |
| 8 novembre   | Baby Boy             | Beyoncé featuring Sean Paul        | 9                              | [ 52 ] |
| 15 novembre  | Baby Boy             | Beyoncé featuring Sean Paul        | 9                              | [ 53 ] |
| 22 novembre  | Baby Boy             | Beyoncé featuring Sean Paul        | 9                              | [ 54 ] |
| 29 novembre  | Baby Boy             | Beyoncé featuring Sean Paul        | 9                              | [ 55 ] |
| 6 dicembre   | Stand Up             | Ludacris featuring Shawnna         | 1                              | [ 56 ] |
| 13 dicembre  | Hey Ya!              | OutKast                            | 9                              | [ 57 ] |
| 20 dicembre  | Hey Ya!              | OutKast                            | 9                              | [ 58 ] |
| 27 dicembre  | Hey Ya!              | OutKast                            | 9                              | [ 59 ] |

Note:
1. ↑  Ha raggiunto il numero uno anche nel 2002
2. ↑  Ha raggiunto il numero uno anche nel 2004